# Enterrado vivo II
Enterrado vivo II (título original: Buried Alive II) es un telefilme estadounidense de 1997 dirigido por Tim Matheson y protagonizada por Ally Sheedy, Tim Matheson y Stephen Caffrey. 
Es la secuela del telefilme Enterrado vivo (1990), que también se hizo para televisión por cable.

## Argumento
Durante el funeral de su tío, Laura Riskin reconoce a un extraño entre la multitud que ha aparecido en su entierro. Se trata del mejor amigo del difunto, Clint Goodman. Sin embargo el problema es que esto no puede ser posible, ya que Goodman murió hace diez años de un ataque al corazón.

## Reparto
| Actor           | Personaje          |
| --------------- | ------------------ |
| Ally Sheedy     | Laura Riskin       |
| Stephen Caffrey | Randy Riskin       |
| Tracey Needham  | Roxanne            |
| Tim Matheson    | Clint Goodman      |
| Brian Libby     | Embalmer           |
| Shawnette Baity | Cantante de gospel |
| Clifton Daniel  | Walter             |

## Recepción
Hoy en día el telefilme ha sido valorada en portales cinematográficos. En IMDb, con aproximadamente 1100 votos registrados, el filme obtiene una media ponderada de 5,3 sobre 10. En cuanto a Rotten Tomatoes, los más de 500 votos registrados allí le dieron al telefilme una valoración media de 2,9 de 5. También cabe destacar, que en La Vanguardia el 55 % de los usuarios registrados allí dan a la película una valoración positiva.